# Александровка (Большеболдинський район)
Александровка (рос. Александровка) — присілок в Большеболдинському районі Нижньогородської області Російської Федерації.
Населення становить 0 осіб. Входить до складу муніципального утворення Пермеєвська сільрада.

## Історія
Від 2009 року входить до складу муніципального утворення Пермеєвська сільрада.

## Населення
| 1859 | 1895 | 1916 | 1925 | 1989 | 1999 | 2002 |
| ---- | ---- | ---- | ---- | ---- | ---- | ---- |
| 168  | ↗211 | ↗231 | ↗248 | ↘0   | ↗1   | ↘0   |
| 2010 |      |      |      |      |      |      |
| →0   |      |      |      |      |      |      |